# Solanum verrucosum
Solanum verrucosum är en potatisväxtart som beskrevs av Diederich Franz Leonhard von Schlechtendal. Solanum verrucosum ingår i släktet skattor som ingår i familjen potatisväxter. Inga underarter finns listade i Catalogue of Life.